# Anita Smits
Adriana (Anita) Gerarda Antonia Maria Smits, född 22 maj 1967, är en holländsk bågskytt. Hon deltog vid olympiska sommarspelen 1988.